# Sart-lez-Walhain
Sart-lez-Walhain is een dorp in de Belgische provincie Waals-Brabant. Het ligt in Walhain-Saint-Paul, een deelgemeente van Walhain. Sart-lez-Walhain ligt anderhalve kilometer ten oosten van het dorpscentrum van Walhain, tegen de grens met deelgemeente Tourinnes-Saint-Lambert. Ten noorden sluit op het centrum van Sart-lez-Walhain Lérinnes aan, een gehucht van Tourinnes.

## Geschiedenis
Op de Ferrariskaart uit de jaren 1770 is het dorp aangeduid als Sart a Walhain.
Op het eind van het ancien régime werd Sart-lez-Walhain een gemeente. In 1822 werd de gemeente al opgeheven en bij de gemeente Walhain-Saint-Paul gevoegd.

## Bezienswaardigheden
- De Sint-Martinus-en-Sint-Jozefkerk (Eglise Saint-Martin et Saint-Joseph) is een neogotisch bouwwerk van 1846-1850.

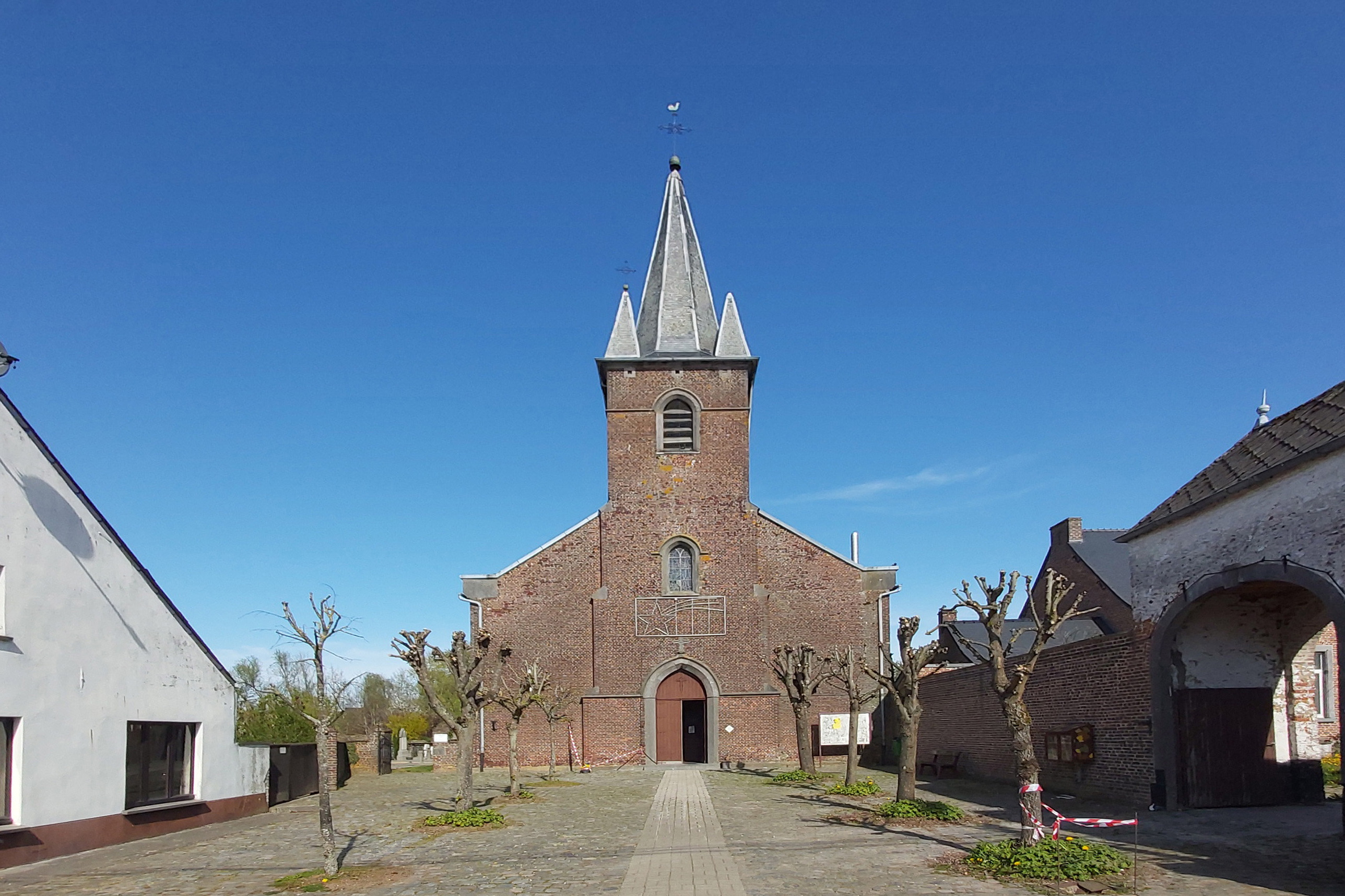
Eglise Saint Joseph et Saint Martin à Sart lez Walhain

## Natuur en landschap
Oostelijk van Sart-lez-Walhain ligt het Bois de Buis. De hoogte aan de kerk bedraagt 156 meter.

## Nabijgelegen kernen
Walhain, Tourinnes-les-Ourdons, Grand-Leez